# 1661년 잉글랜드 총선
1661년, 찰스 2세는 왕정복고 후 의회를 소집해 왕은 의회 활동에 간섭하지 않는다고 선포함으로써 의회와의 조심스런 한계를 지켜 나갔다. 이 의회는 18년간 지속되었고, 그러는 동안 정당도 생겨났다.
이후 도바 조약이 알려지며 논란이 되고, 1677년 댄비 백작이 이에 가담한 사실이 알려지며 이듬해 실각하자, 그의 석방을 대가로 찰스 2세는 새 의회를 소집하기로 한다

## 선거 결과
| 정당   | 의석 수 |
| ------ | ------- |
| 왕당파 | 379석   |
| 반대파 | 139석   |
| 합계   | 518석   |